# Marsupella profunda
Espèce
Classification phylogénétique
Statut de conservation UICN

 VU  : Vulnérable
Marsupella profunda est une espèce de plante du genre Marsupella de la famille des Gymnomitriaceae.

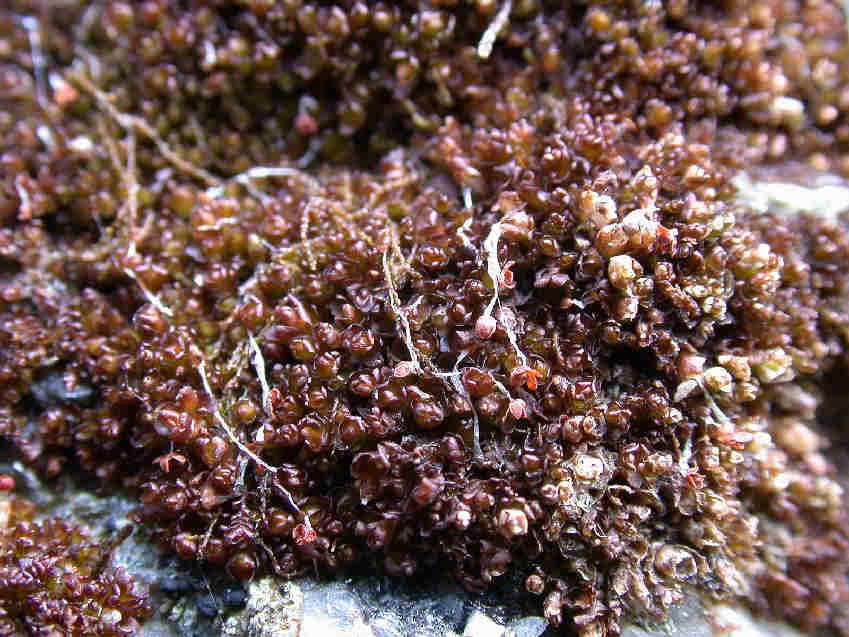
Marsupella profunda